# Sylvain Fusco
Pour les articles homonymes, voir Fusco.
Sylvain Fusco, né le 4 septembre 1903 à Rive-de-Gier et mort le 29 décembre 1940 à Bron, est un artiste français dont l'œuvre est conservé à la Collection de l'art brut à Lausanne (Suisse).

## Biographie
Né dans une famille modeste d’origine italienne, Sylvain Fusco suit un apprentissage chez un sculpteur sur bois et quelques cours du soir à l’école des Beaux-Arts de Lyon.
En 1923, il commet un homicide involontaire, est emprisonné pendant deux ans, puis forcé d’intégrer les bataillons disciplinaires d’Afrique, tristement connus sous l'appellation de Bat’daf’. Le jeune homme supporte mal cette peine et s’enferme dans un mutisme définitif. Des troubles du comportement entraînent son rapatriement prématuré, et, en 1930, il est interné à l’asile départemental du Rhône à Bron (devenu par la suite l'hôpital psychiatrique du Vinatier).
Après cinq ans d’internement, il commence à graver le mur de sa cellule puis à peindre les parois d’une cour avec pour tous pigments de la terre, de l’herbe écrasée, des briques concassées, de la craie et du charbon. Grâce à la persévérance du Docteur André Requet, Sylvain Fusco accepte du matériel de dessin en juillet 1938. Au cours d'une année, il dessine plus de cent trente compositions à la mine de plomb, au pastel ou au fusain, la plupart sur le recto et le verso de feuilles de papier Ingres, format Raisin. Ses œuvres représentent des figures féminines, seules ou en groupe, toujours dotées du même visage et parfois différenciées par des attributs masculins ou animaux. Leurs attitudes et tenues évoquent souvent celles de danseuses de cabaret. En juillet 1939, après avoir dessiné quelque temps sur des morceaux de draps, Sylvain Fusco cesse définitivement de créer.
L’artiste est mort de dénutrition au mois de décembre 1940, comme 50 000 autres malades mentaux internés pendant l'Occupation (voir Extermination douce).
En 1982, son œuvre fut intégré à la Collection de l'art brut.

## Articles et ouvrages principaux
- Sylvain Fusco ou la Folie des femmes, Lyon, Federop, 1979, 88 p. (Ouvrage publié à l'occasion d'une exposition rétrospective à la bibliothèque municipale de Lyon.)
- André Requet, « Les Années folles de Sylvain Fusco », Psychologie médicale, n° 12, 1980, pp. 151-157.
- André Requet et Patrick Lemoine, « La Mort du fou », Déviance et société, n° 1, mars 1981, pp. 25-44.
- André Requet, « Sylvain Fusco », L'Art brut, fascicule 11, Lausanne, 1982, pp. 23-37.
- Céline Muzelle, « Sylvain Fusco », Raw Vision, n° 46, printemps 2004, pp. 42-47

## Film documentaire
Les Années folles de Sylvain Fusco, réalisé par Éric Duvivier (1980), Cinémathèque des laboratoires Delagrange, 23 min (interview des docteurs André Requet et Patrick Lemoine).